# Totes Gebirge
Totes Gebirge er en bjerggruppe i de Nordlige Kalkalper i Alperne beliggende i de østrigske delstater Steiermark og Oberösterreich. Bjerggruppens hovedmassiv inddeles i grupperne Schönberg-, Priel- og Warscheneckgruppe.
Geologisk består bjergene hovedsagelig af kalk og dolomit, der er opstået af mesozoikums have, særlig i trias og jura for omkring 210 til 135 mio. år siden.
Navnet Totes Gebirge (døde bjerge) kommer sandsynligvis af det vegetationsløse karstlandskab. Totes Gebirge er mod vest lavere og områderne mellem 1.400 til 1.600 moh er præget af fyr, lærk og cembra-fyr og enkelte steder findes store sæterområder. Mod øst bliver bjergene højere og vegetationsløse, og her er bjergene også fattige på vand, da det stenede og karstede landskab afleder vand og sne hurtigt.
Karstlandskabet har dannet doliner og huler, hvor bl.a. hulesystemet Schwarzmooskogel ved Altaussee er 56 km langt og delvist dækket af is. I alt findes der i Totes Gebirge mere end 600 kendte huler og skakte. De længte huler er Schönberg hulesystemet i den vestlige del af Totes Gebirge med en kendt længde på 125 km i en dybde af 1.070 m.

## Geografi
Med en højde på 2.515 m er Großer Priel i Oberösterreich og Große Hochkasten med 2.389 m i Steiermark de højeste bjerge i bjerggruppe. Andre kendte bjergtoppe er Spitzmauer (2.446 m), Schermberg (2.396 m), Rotgschirr (2.261 m ), Elm (2.128 m) og Schönberg (2.093 m). Sidstnævnte kaldes i øvrigt kun Schönberg fra nordsiden (Bad Ischl) mens det fra sydsiden (Bad Ausssee) kaldes Wildenkogel.
I Tottes Gebirge findes endvidere end række søer:
- Offensee
- Almsee
- Ödsee
- Wildensee
- Elmsee
- Lahngangsee
- Altausseer See
- Grundlsee

Totes Gebirge grænser op til følgende bjerggrupper i Alperne:
- Oberösterreichische Voralpen (mod nordøst)
- Ennstaler Alperne (mod øst)
- Rottenmanner und Wölzer Tauern (mod syd)
- Dachsteingebirge (mod sydvest)
- Salzkammergutbjergene (mod vest)

## Turisme
Der findes skiområder i det steiriske område ved Tauplitzalm (i sydvest) og i mindre omfang i Loser (i vest) samt i Oberösterreich ved Hinterstoder (i nordøst) og på Wurzeralm. Om sommeren besøges Totes Gebirge af vandrere og bjergklatrere, hvor særlig ruterne fra Hinterstoder til Bad Ischl eller Ebensee er kendt samt bestigning af Großer Priel fra nord eller sydøst. Totes Gebirge står under delvis naturbeskyttelse.